# Aartsbisdom Cuenca
Het aartsbisdom Cuenca (Latijn: Archidioecesis Conchensis in Aequatore) is een rooms-katholiek aartsbisdom met als zetel Cuenca, in Ecuador. De aartsbisschop van Cuenca is metropoliet van de kerkprovincie Cuenca, waartoe ook de volgende suffragane bisdommen behoren:
- Azogues
- Loja
- Machala

## Geschiedenis
Het aartsbisdom werd opgericht op 1 juli 1786, als het bisdom Cuenca, uit delen van het bisdom Quito, en was suffragaan aan het aartsbisdom Lima. Op 13 januari 1848 wisselde het van kerkprovincie en werd het suffragaan aan het nieuw verheven aartsbisdom Quito. Op 9 april 1957 werd het verheven tot metropolitaan aartsbisdom. 

## Parochies
Het aartsbisdom had in 2021 een oppervlakte van 8.010 km2 en telde 909.356 inwoners waarvan 80,0% rooms-katholiek was.

## Ordinarii

### Bisschoppen
- José Carrión y Marfil (18 december 1786 - 3 juli 1798)
- José Cuero y Caicedo (3 juli 1798 - 23 december 1801)
- Francisco Javier Fita y Carrión (28 maart 1803 - 24 mei 1804)
- Andrés Quintian Ponte de Andrade (9 september 1805 - 24 juni 1813)
- José Ignacio Cortázar y Labayen (15 maart 1815 - 16 juli 1818)
- Félix Calixto Miranda y Suárez de Figueroa (21 mei 1827 - 1829)
- Pedro Antonio Torres (27 januari 1843 - 17 januari 1846)
- José Manuel Plaza de la Tejera (3 juli 1848 - 22 september 1853)
- Liberato Fernández García (21 december 1857 - 1858)
- Remigio Estéves de Toral (22 juli 1861 - 2 mei 1883)
  - José Ignacio Checa y Barba (hulpbisschop: 22 juli 1861 - 6 augustus 1866)
- Miguel León y Garrido (13 november 1884 - 31 maart 1900)
- Manuel María Pólit y Laso (12 januari 1907 - 7 juni 1918)
- Daniel Hermida Ortega (10 maart 1918 - 30 september 1956)

### Aartsbisschoppen
- Manuel de Jesús Serrano Abad (16 november 1956 - 21 april 1971; hulpbisschop sinds 18 augustus 1954)
  - José Gabriel Diaz Cueva (hulpbisschop: 1967 - 26 juni 1968)
- Ernesto Alvarez Alvarez (21 april 1971 - 21 juli 1980; coadjutor sinds 1 mei 1970)
- Luis Alberto Luna Tobar (7 maart 1981 - 15 februari 2000)
- Vicente Rodrigo Cisneros Durán (15 februari 2000 - 20 april 2009)
- Luis Gerardo Cabrera Herrera (20 april 2009 - 24 september 2015)
- Marcos Aurelio Pérez Caicedo (20 juni 2016 - heden)
  - José Bolivar Piedra Aguirre (hulpbisschop: 20 mei 2019 - 21 september 2022)
  - Fernando Ortega Ortega (hulpbisschop: 9 juni 2023 - heden)

## Galerij van afbeeldingen

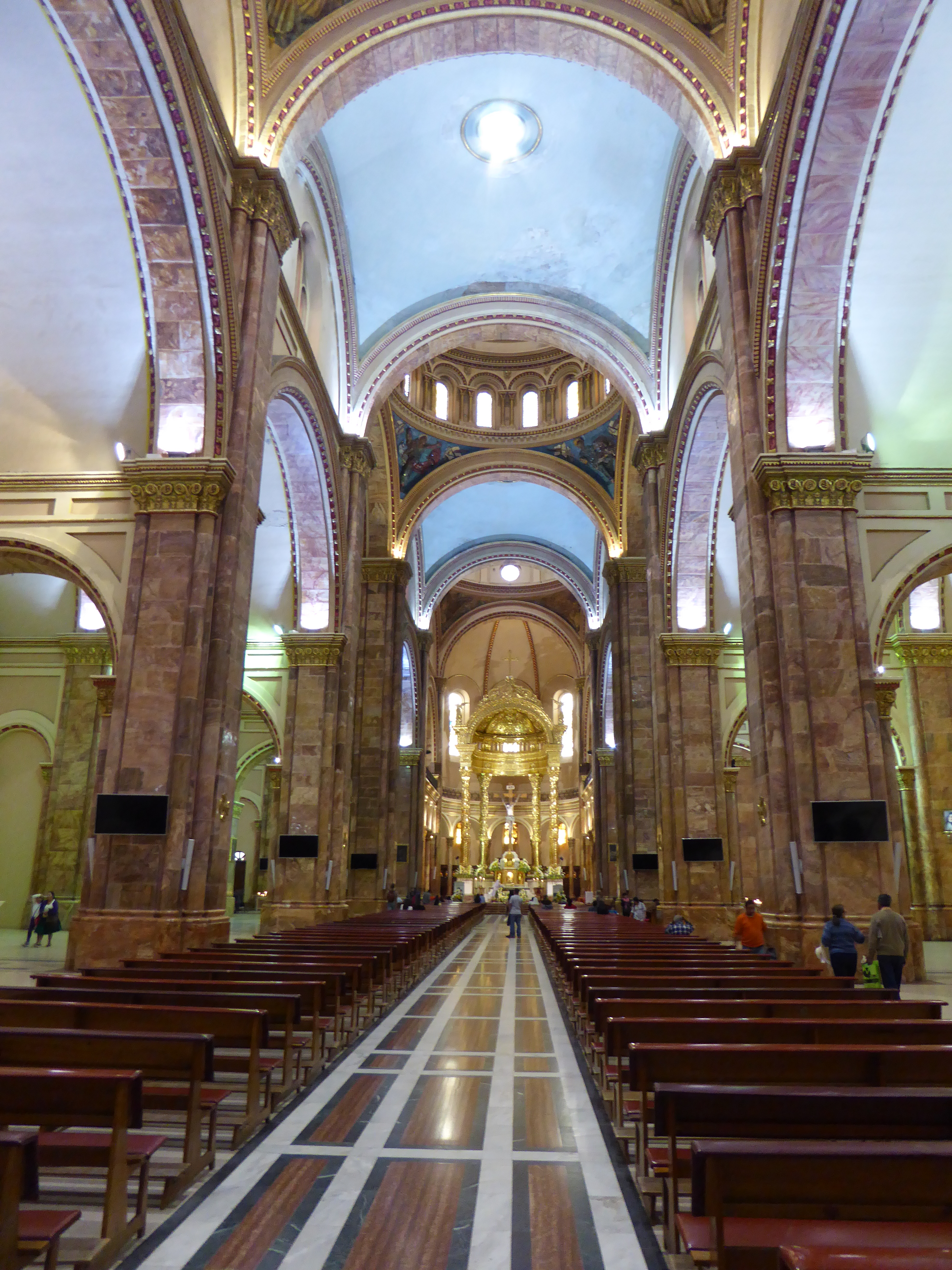
Interieur van de kathedraal
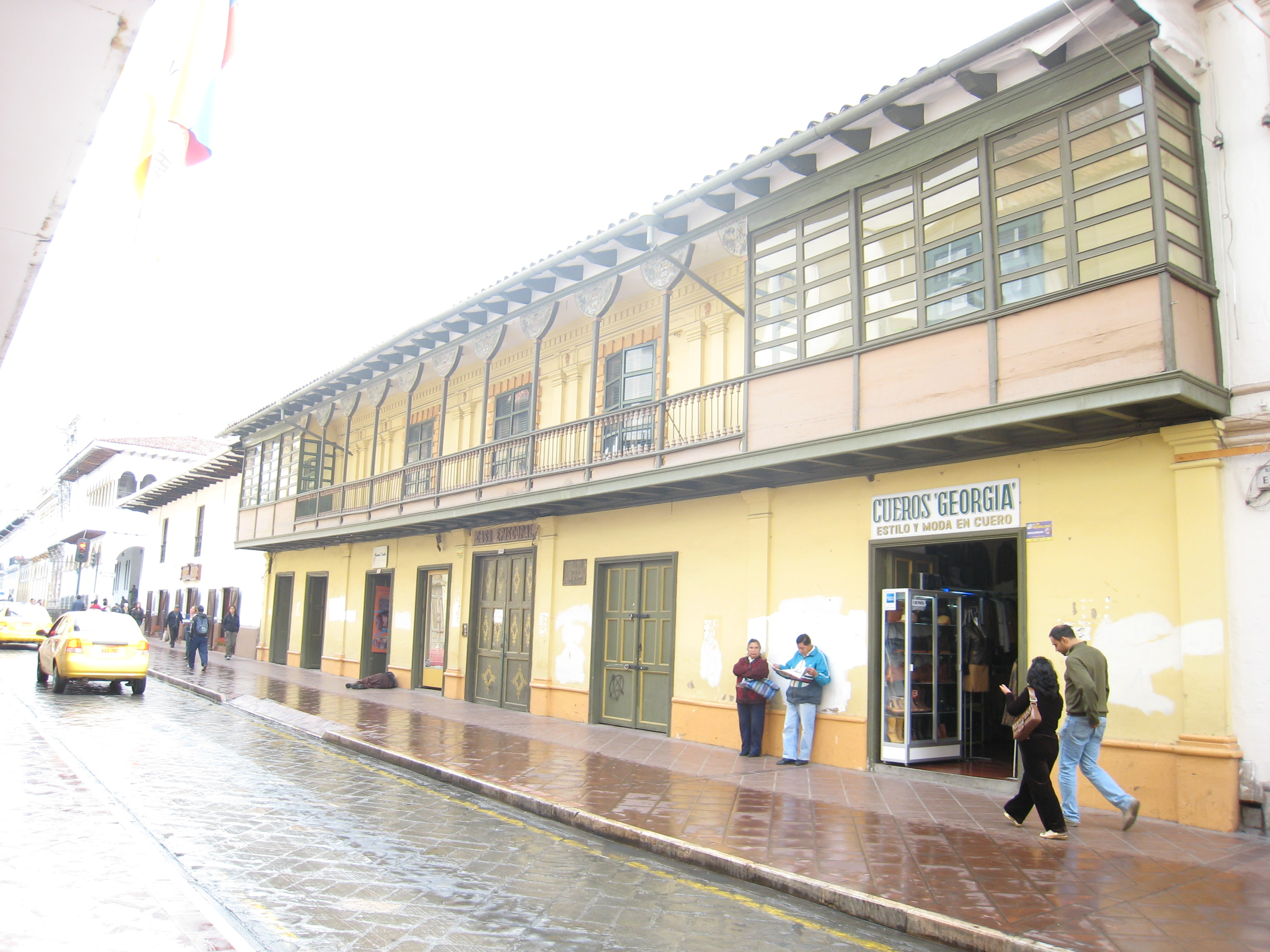
Aartsbisschoppelijk paleis
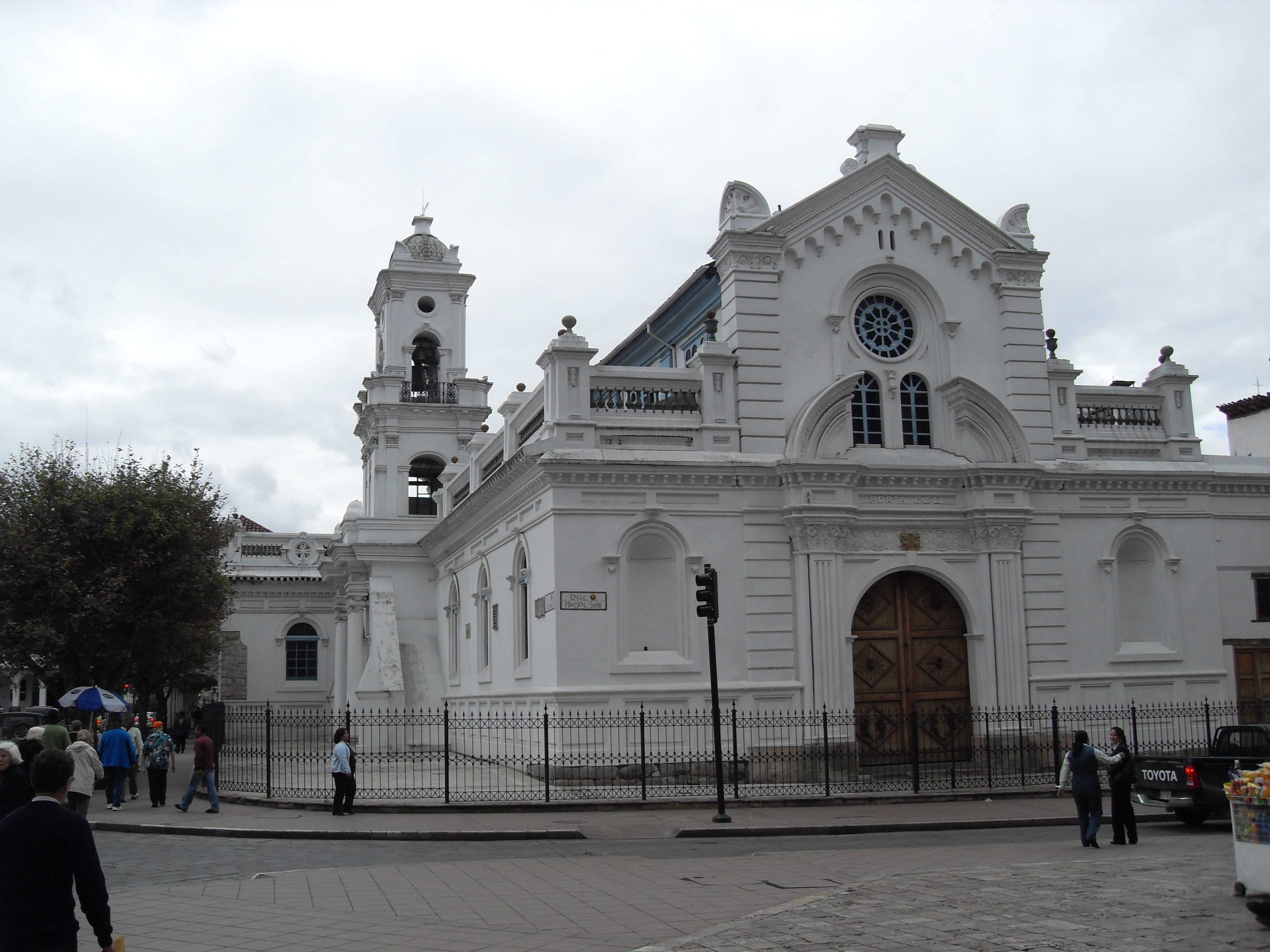
Voormalige kathedraal
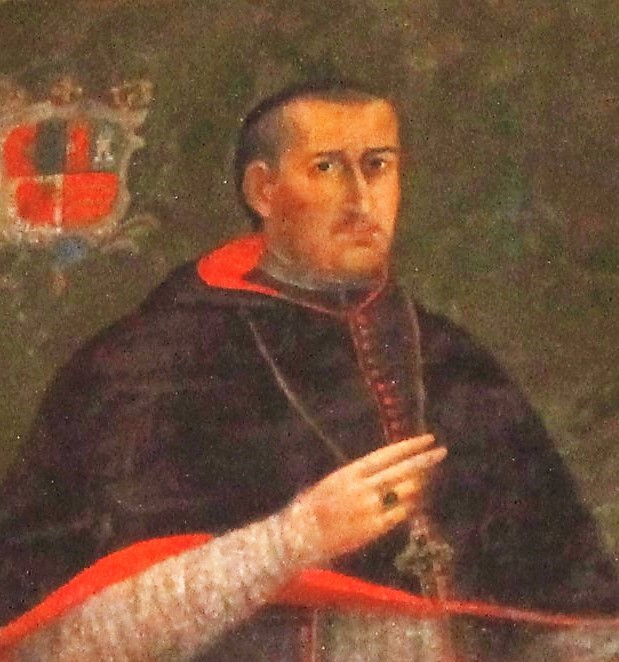
Bisschop José Carrión y Marfil (1786-1798), eerste bisschop van Cuenca
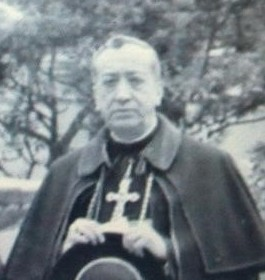
Aartsbisschop Manuel de Jesús Serrano Abad (1956-1971), eerste aartsbisschop van Cuenca
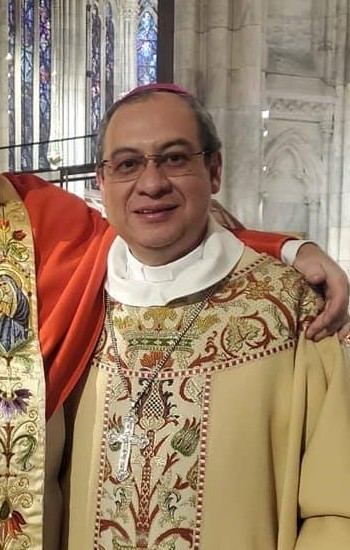
Aartsbisschop Marcos Aurelio Pérez Caicedo (2016-heden)

Cuenca (aartsbisdom) · Azogues · Loja · Machala